# Marek Huberath

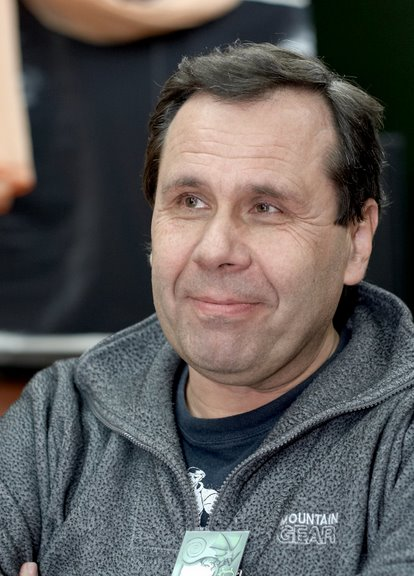
Marek S. Huberath

Marek S. Huberath (sinh năm 1954) là một giáo sư vật lý người Ba Lan tại Đại học Jagiellonian ở Kraków và là một nhà văn khoa học viễn tưởng và giả tưởng từng đoạt giải thưởng. Chủ đề trong các tác phẩm của ông thường xoay quanh triết học, đạo đức và tôn giáo: làm thế nào con người người trở thành quái vật hoặc vẫn là con người trong những hoàn cảnh khắc nghiệt. Nhiều truyện của ông tập trung vào cái chết. Năm 1991, ông được nhận Giải thưởng Zajdel cho truyện ngắn Kara większa, và năm 1997 ông tiếp tục được nhận giải thưởng này cho tiểu thuyết Gniazdo Światów.

## Tác phẩm

### Tiểu thuyết
- Gniazdo światów (Nest of Worlds) (NOWA 2000) (bản dịch tiếng Anh của Michael Kandel, Restless Books 2014)
- Miasta pod skałą (Cities under the Rock) (Wydawnictwo Literackie 2005)
- Vatran Auraio (Wydawnictwo Literackie 2010)
- Zachodni portal Katedry w Lugdunum (Western Portal of the Cathedral in Lugdunum) (Wydawnictwo Literackie 2012)

### Tuyển tập truyện ngắn
- Ostatni, którzy wyszli z raju (The Last to Leave Paradise) (Zysk i S-ka 1996)
- Druga podobizna w alabastrze (Second Image in Alabaster) (Zysk i S-ka 1997)
- Balsam długiego pożegnania (Balm of Long Farewell) (Wydawnictwo Literackie 2006)

### Truyện ngắn
- "Yoo Retoont, Sneogg. Ay Noo" được dịch bởi Michael Kandel trên tạp chí "Words without Borders"; trong sách A Polish Book of Monsters (New York: PIASA Books, 2010)
- "Balm of a Long Farewell" được dịch bởi Michael Kandel trên tạp chí "Words without Borders"